# Zacarías López
Zacarías Orlando López González (* 30. Juni 1998 in Arica) ist ein chilenischer Fußballspieler. Der Torwart bestritt zwei Länderspiele für die chilenische Fußballnationalmannschaft.

## Karriere

### Verein
Zacarías López begann 2014 seine Profikarriere in seiner Heimatstadt bei San Marcos. 2018 wechselte er zum peruanischen Klub Deportivo Municipal, der ihn an Deportes La Serena erst verlieh und dann verkaufte. 2018 verhalf er La Serena zum Klassenerhalt in der Primera B und 2019 zum Aufstieg in die Primera División. Nach dem Abstieg 2022 blieb er ein weiteres Jahr bei Deportes La Serena und wechselte zur Saison 2024 zum amtierenden Meister CD Huachipato, bei dem ihm die Rolle als Ersatztorwart blieb. Im Juli verlieh ihn der Klub an den Zweitligisten Deportes Antofagasta.

### Nationalmannschaft
López nahm mit der U17-Nationalmannschaft an der U17-Südamerikameisterschaft 2015 und an der U17-Heimweltmeisterschaft teil, bei der die junge La Roja ins Achtelfinale kam. Er gehörte 2017 zum Kader der U20-Nationalmannschaft bei der U20-Südamerikameisterschaft, kam aber nicht zum Einsatz.
López debütierte im Dezember 2021 für die A-Nationalmannschaft beim Freundschaftsspiel gegen El Salvador. Ein halbes Jahr später kam er beim Kirin Cup gegen Tunesien zu seinem zweiten Länderspieleinsatz.